# Harmatitis
Harmatitis é um gênero de traça pertencente à família Agonoxenidae.